# Salone blu

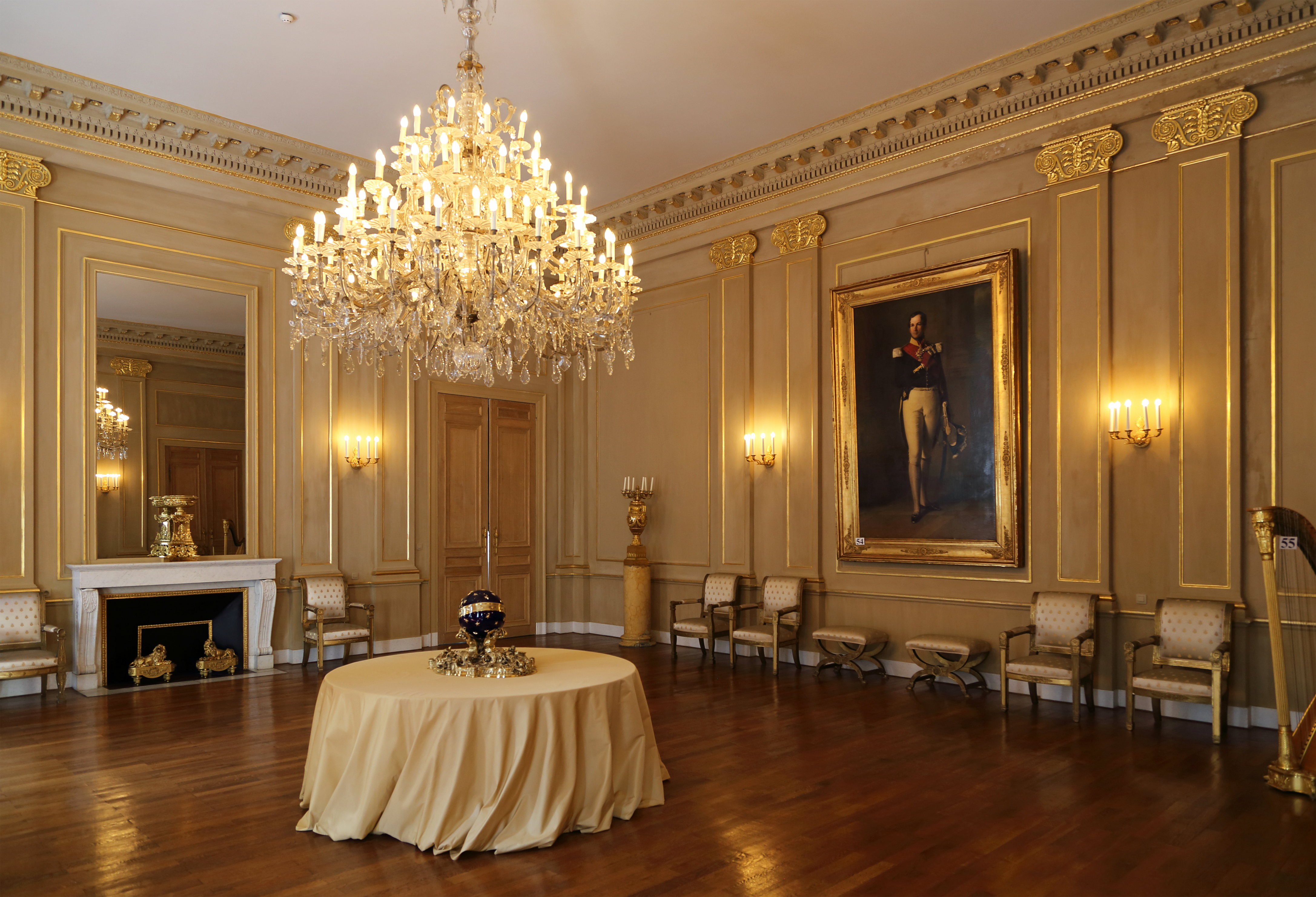
Salone blu

Il Salone blu (in francese "Salon Bleu"), oggi noto come Salone dei pilastri, situato nel Palazzo Reale di Bruxelles, era la sala da pranzo dei dignitari della Corte del Belgio. Durante i grandi ricevimenti, questa stanza, di una tonalità blu molto pallida, accolse i rappresentanti di diverse grandi e antiche famiglie della nobiltà. Questa tradizione fu soppressa all'inizio del regno di re Baldovino.

## Storia e descrizione

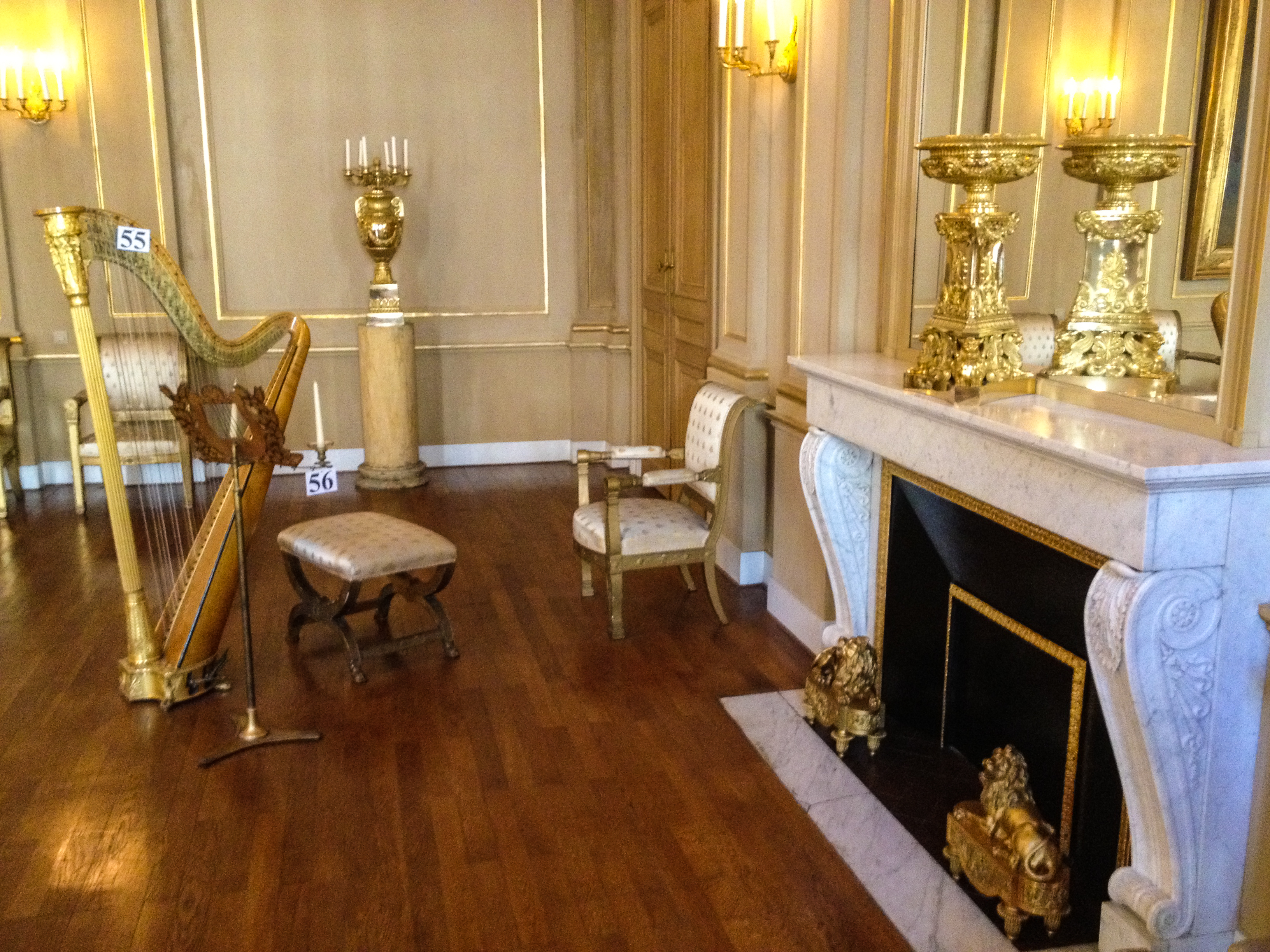
Il camino e l'arpa nel Salone

Questa sala era in origine una sala d'attesa e poi divenne una sala da pranzo per alti dignitari. Le poltrone in stile impero fanno parte dei mobili utilizzati da Napoleone Bonaparte e Josephine de Beauharnais. L'arpa fu probabilmente usata dalla regina Luisa d'Orléans.

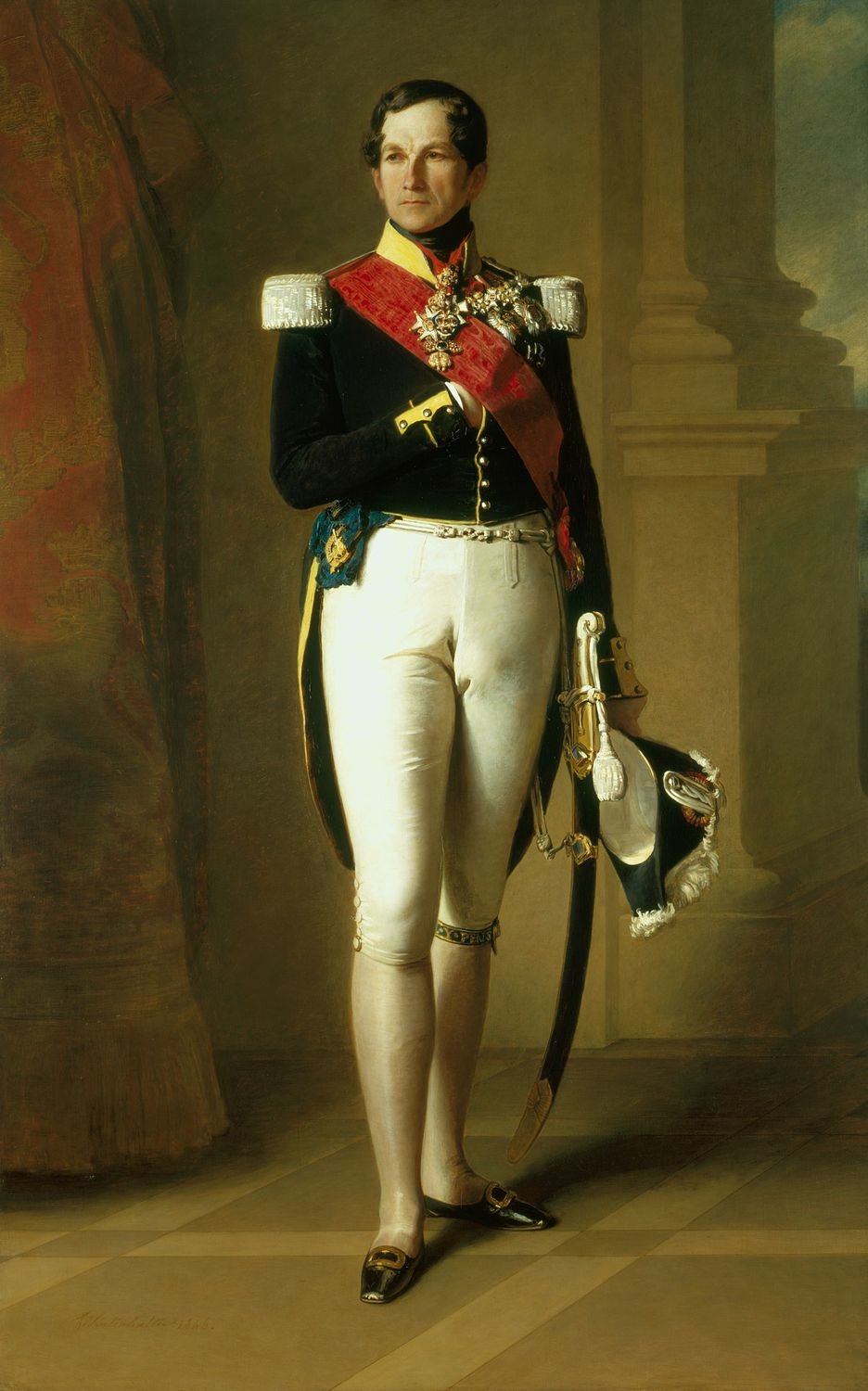
Ritratto di Leopoldo I del Belgio di Franz Xaver Winterhalter

Il ritratto di re Leopoldo I del Belgio, risalente al 1846, qui custodito fu dipinto da Franz Xaver Winterhalter.

## Ordine di precedenza per i Principi e i Duchi nel Salone blu
- S.A.S., il Principe d'Arenberg[1];
- S.A.S., il Duca di Croÿ-Solre;
- S.A.S., il Principe di Ligne;
- S.E., il Duca d'Ursel;
- S.A.S., il Duca di Looz-Corswarem e di Corswarem-Looz;
- S.A.S., il Principe di Mérode;
- S.A.S., il Principe di Lobkowicz;
- S.A.S., il Principe di Chimay e di Caraman.